# Regno di Bernicia
Bernaccia, Bryneich o Brynaich (dal celtico Bernikkā, forse "terra di antiche montagne") era un regno britannico della Britannia postromana situato ai limiti meridionali del territorio dell'Y Gogledd Hen. La sua capitale sarebbe stata Din Guardi (Bamburgh) Nel VI secolo gli angli si impossessarono di questo regno, che, nella loro lingua, fu ora conosciuto come Bernicia e una sede regale sarebbe stata realizzata anche ad Gefrin (Yeavering). In seguito la Bernicia si sarebbe unita al regno di Deira dando vita alla Northumbria, uno dei sette regni dell'eptarchia anglosassone.

## La storia

### Il regno britannico di Bryneich

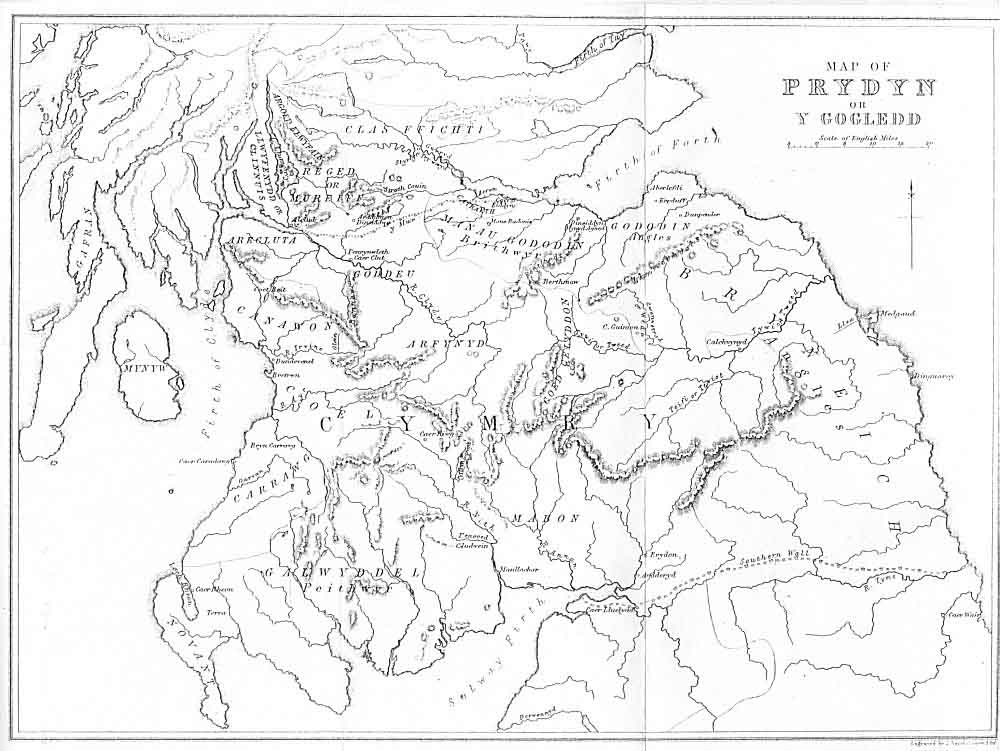
Y Gogledd Hen (Il Vecchio Nord). Mappa della Britannia del nord prima della conquista anglosassone-scozzese

Il regno britannico di Bryneich si trovava in quello che una volta era stato il territorio meridionale della tribù dei Votadini. Nacque attorno al 420 dalla divisione del grande reame nordico di re Coel Hen: la parte meridionale, rappresentata dal regno di Bryneich, andò al figlio Garbanion e ai suoi discendenti, mentre il resto del regno andò all'altro figlio Ceneu. Il regno comprendeva inizialmente il territorio immediatamente a sud del vallo di Adriano, con le città di Corstopitum (Corbridge) e Cataractonium (Catterick), tra i fiumi Tweed e Tees. La capitale sembra fosse Din Guardi (Bamburgh), nei pressi della quale fu in seguito collocata la sede vescovile (isola di Lindisfarne).
Nel 547 gli Angli di re Ida, già stanziati nel territorio come mercenari, si impadronirono del regno. Il deposto re britannico Morcant Bulc sarebbe fuggito a Gododdin, continuando la lotta contro gli Angli, poi proseguita dal figlio e dal nipote.

### Lista dei re britannici conosciuti di Bryneich
- Garbanion ap Coel Hen (re dal 420 circa)
- Dyfnwal Moelmud ap Garbanion (re dal 445 circa)
- Cyngar ap Dyfnwal (forse re dal 475 circa)
- Bran Hen ap Dyfnwal (forse re dal 475 circa o dal 490-500)
- Morcant Bulc ap Cyngar (già re nel 547)
- Coledauc ap Morcant (re a partire forse dagli inizi del VII secolo)
- Morcant II ap Coledauc (ultimo re britannico del Bryneich, forse definitivamente sconfitto e ucciso intorno al 620)

## Il regno anglo di Bernicia e la nascita della Northumbria

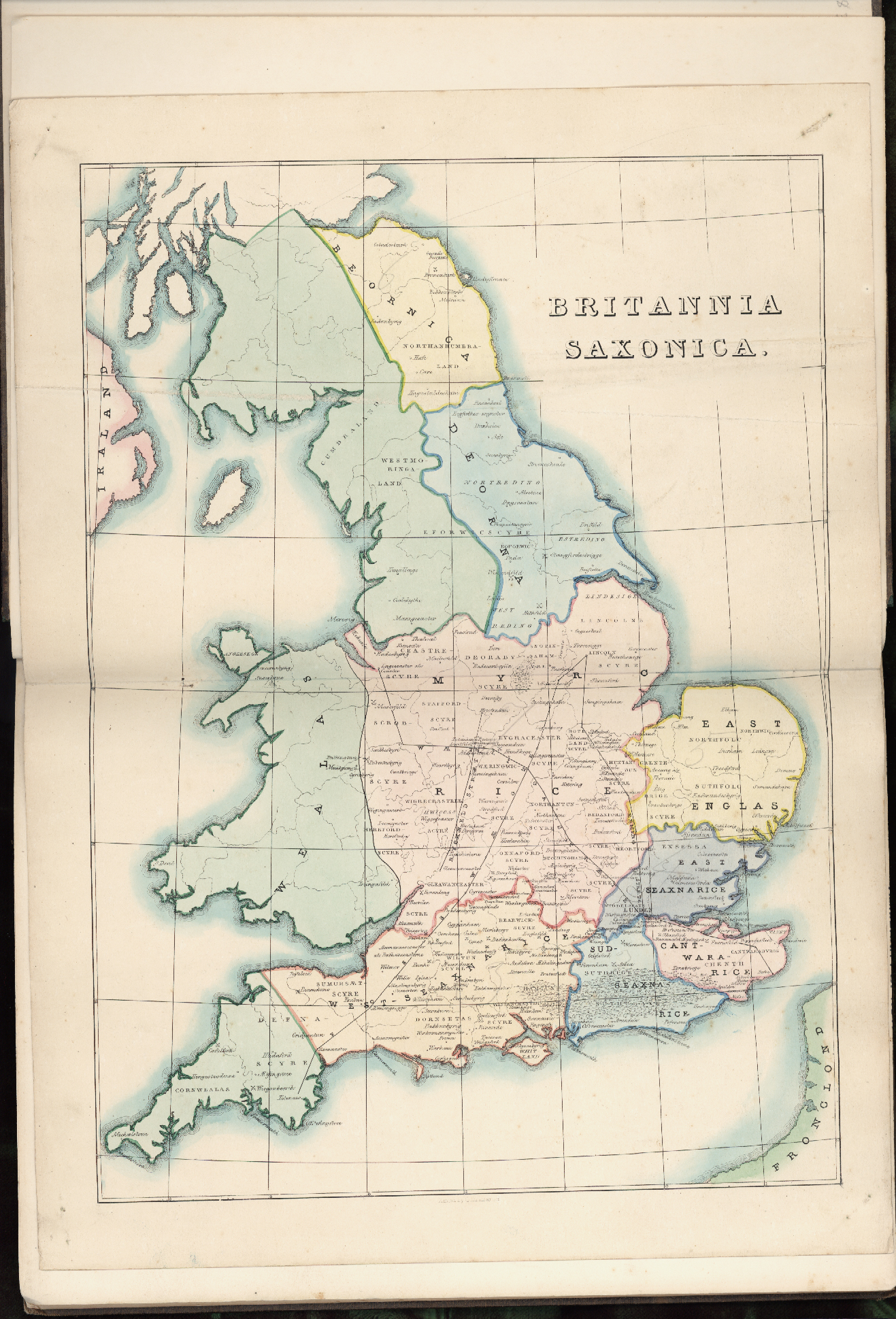
Il regno di Bernicia, il primo in alto a destra

Il primo sovrano anglo della Bernicia di cui si ha notizia è Ida, che prese il potere attorno al 547. Nel 604 suo nipote Aethelfrith conquistò anche la Deira, che unì alla Bernicia dando così vita alla Northumbria). Edwin, figlio del deposto re di Deira Aelle, visse a lungo in esilio. Alla fine il potente re Raedwald dell'Anglia orientale, protettore di Edwin, affrontò, sconfisse e uccise Aethelfrith nel 616. Raedwald mise Edwin sul trono di Bernicia: questi in seguito riguadagnò anche il regno paterno di Deira e ricreò la Northumbria, assumendo il titolo di bretwalda (sovrano supremo).
Dopo la battaglia di Hatfield Chase (ottobre del 632 o del 633), nella quale Edwin fu sconfitto e ucciso dal re britannico Cadwallon di Gwynedd e da quello anglosassone Penda di Mercia, la Northumbria fu di nuovo divisa in Bernicia e Deira.
Sulla Bernicia regnò per breve tempo Eanfrith, figlio di Aethelfrith, che si era rifugiato presso i Pitti. Eanfrith fu però ucciso proprio dal vincitore di Edwin, il re britannico Cadwallon. Il fratello di Eanfrith, Oswald, si ribellò e alla fine sconfisse Cadwallon ad Heavenfield (634), unificando di nuovo Deira e Bernicia nel regno di Northumbria, su cui dominò dunque la dinastia di Bernicia. All'inizio, durante i regni di Oswiu e di suo figlio Ecgfrith, la Deira ebbe comunque sovrani propri, che erano però dipendenti dai sovrani della Bernicia-Northumbria.

### Lista dei re anglosassoni di Bernicia
- Ida, figlio di Eoppa (547-559)
- Glappa (559-560)
- Adda, figlio di Ida (560-568)
- Aethelric, figlio di Ida o di Adda (568-572)
- Theodric, figlio di Ida (572-579)
- Frithuwald (579-585)
- Hussa (585-592)
- Aethelfrith, figlio di Aethelric (592-616, si impadronì nel 604 anche del regno di Deira).
- Edwin di Deira regna dal 616 al 633 anche sulla Bernicia
- Eanfrith, figlio di Aethelfrith (633-634, re della sola Bernicia)

La Bernicia e la Deira sono nuovamente riuniti nel regno di Northumbria (a partire dal 634), ma inizialmente la Deira ebbe sovrani distinti, dipendenti dai re di Northumbria, i quali appartenevano alla stirpe reale di Bernicia.
- Oswald, figlio di Aethelfrith (634 - 642)
- Oswiu, figlio di Aethelfrith (642 - 670, bretwalda)